# Mike Onesko
Mike Onesko (Fairview Park, ...) è un chitarrista e cantante statunitense, componente del gruppo rock Blindside Blues Band.

## La carriera
Dopo aver lasciato a 17 anni la nativa Fairview Park vicino a Cleveland, il chitarrista Mike Onesko si trasferì a San Francisco, dove formò il trio Sundog e poi un quintetto chiamato Steelwind.  In seguito Mike fu scoperto nei club di Martin County, California da Mike Varney, presidente della Shrapnel Records.
Poco dopo, Onesko formò la Blindside Blues Band con Scott Johnson alla chitarra, Gregg Chaisson al basso, Jeff Martin alla batteria, che così formata incise tre album tra il 1993 ed il 1995. Chaisson veniva rimpiazzato nei concerti dal vivo da Kier Staeheli.
Nel 1996 pubblicò un nuovo lavoro, To the Station, a nome Mike Onesko's Blindside Blues Band.
Successivamente formò la Mike Onesko Guitar Army, con cui pubblicò l'album Armageddon, e la Mike Onesko Blues Band, con cui pubblicò l'album Smokehouse Sessions.
L'ultima formazione della Blindside Blues Band, esibitasi al Rockpalast il 22 ottobre 2010 è stata
- Mike Onesko - chitarra solista e voce
- Scotty J. Johnson - chitarra
- Emery Ceo - batteria
- Fletch Little - basso

## Discografia
- 1993 - Blindside Blues Band
- 1994 - Blindsided
- 1995 - Messengers of the Blues
- 1996 - To the Station
- 2001 - Armageddon come Mike Onesko Guitar Army
- 2005 - Long Hard Road
- 2007 - Keepers of the Flame
- 2009 - Smokehouse Sessions
- 2010 - Raised on Rock
- 2010 - Smokehouse Sessions vol 2 - The Blues is Evil
- 2010 - Rare Tracks
- 2012 - Generator